# Crkva Gospe od Karmela u Selcima
Crkva Gospe od Karmela nalazi se u Selcima na otoku Braču.

## Opis
Crkva Gospe od Karmela ili stara župna crkva Selaca vrijedan je primjer sakralne arhitekture druge polovice 19. stoljeća s jednostavnim neobaroknim odlikama. U unutrašnjosti se ističu drveni oltari izražajna kolorita. Crkva Gospe od Karmela prva je župna crkva Selaca podignuta u 18. stoljeću na jugozapadu mjesnoga trga na mjestu starije crkve koja se spominje 1633. kao „Gospa na Selcih“. Crkva je dovršena 1871., kada je sagrađen zvonik na preslicu s tri otvora. Trobrodna građevina s polukružnom apsidom i sakristijom na sjeveru građena je većim klesancima u pravilnim redovima. Bazilikalno pročelje ima tri portala s ugaonim štapom i profiliranim vijencima. Nad središnjim je portalom rozeta, a nad bočnim ploča s otvorom u obliku četverolista. Kamena arkatura u unutrašnjosti na klesanim je kamenim pilonima zaobljenih uglova s profiliranim kapitelima, a na isti je način izrađen i trijumfalni luk. Zrcalni ravni strop odijeljen je kamenim vijencem od zidova broda i sa strane je zasječen jedrima s polukružnim prozorima. Bočni brodovi presvođeni su križnim svodovima, a traveji odijeljeni kamenim pojasnim lukovima.

## Zaštita
Pod oznakom Z-5876 zavedena je kao nepokretno kulturno dobro - pojedinačno, pravna statusa zaštićena kulturnog dobra.